# Concerto per violino/viola (un solista) e orchestra (Anzoletti)
Il Concerto in Do maggiore per violino/viola (un solista) e orchestra è una composizione concertistica scritta nel 1915 dal violinista e compositore italiano Marco Anzoletti. Si tratta di un'opera unica per concezione: il concerto è destinato a un solo solista che alterna due strumenti ad arco, il violino e la viola, nei tre movimenti dell'opera.
La partitura, rimasta inedita per oltre un secolo, è stata orchestrata per la prima volta nel 2020 dal musicologo statunitense Kenneth Martinson, e presentata in prima esecuzione assoluta dal violinista e violista Marco Misciagna nel 2024.

## Contesto storico
Marco Anzoletti (1866–1929) fu una figura eccentrica e riservata nel panorama musicale italiano del primo Novecento. Nato a Trento e formatosi tra Milano e Vienna, fu attivo come violinista, violista, insegnante e compositore. La sua produzione vastissima fu in gran parte destinata agli strumenti ad arco e rimase inedita o circolò in forma manoscritta.
Il Concerto in Do maggiore fu composto nel 1915, in un periodo segnato dalla prima guerra mondiale e da profonde riflessioni esistenziali e artistiche dell'autore. L'opera testimonia l’interesse di Anzoletti per la ricerca timbrica e per la doppia identità strumentale, riflesso della sua duplice attività come violinista e violista. L’idea di un concerto per un unico interprete che alterni due strumenti solistici è estremamente rara nella storia della musica.

## Struttura musicale
Il concerto è articolato in tre movimenti, seguendo la forma classica tradizionale:
1. Allegro
2. Moderato assai
3. Allegro vivo

### I. Allegro
Il primo movimento si apre con un'introduzione orchestrale, seguita dall’esposizione di due temi principali da parte del solista: il primo, eseguito con il violino, è brillante e deciso; il secondo, affidato successivamente alla viola, si presenta con un carattere lirico e riflessivo. Lo sviluppo modula attraverso tonalità affini, includendo brevi dialoghi tra il solista e la sezione dei fiati. La cadenza, riservata al violino, è ricca di passaggi virtuosistici e figurazioni arpeggiate. La ricapitolazione conduce a una chiusura brillante e affermativa.

### II. Moderato assai
Nel secondo movimento, il timbro caldo e vellutato di violino e viola è valorizzato da un accompagnamento orchestrale rarefatto, dominato dagli archi gravi e dai legni. Il tema principale, di carattere cantabile e quasi vocale, richiama per intensità espressiva la melodia del secondo movimento del Concerto per violino op. 77 di Johannes Brahms. Una sezione centrale più agitata introduce tensione e modulazioni, prima del ritorno del tema iniziale, che conclude il movimento in modo lirico e meditativo.

### III. Allegro vivo
Il movimento finale, strutturato in forma di rondò, alterna con vivacità le due voci solistiche: il tema principale, di carattere giocoso e sincopato, è esposto dal violino, mentre le sezioni episodiche offrono contrasti timbrici affidati alla viola. Le variazioni dinamiche e i cambi di registro contribuiscono a creare un dialogo serrato tra i due strumenti. Dopo una breve cadenza affidata nuovamente al violino, il concerto si conclude con una stretta finale energica e virtuosistica.

## Orchestrazione
L’orchestrazione originale non fu completata da Anzoletti, che lasciò la parte del solista accompagnata da pianoforte. Nel 2020, il musicologo Kenneth Martinson ha realizzato la prima orchestrazione moderna, seguendo lo stile e il linguaggio dell’epoca. L’organico orchestrale è il seguente:
- 2 flauti
- 2 oboi
- 2 clarinetti in Si♭
- 2 fagotti
- 2 corni in Fa
- 2 trombe in Do
- 1 trombone
- 1 tuba
- 1 arpa
- timpani
- archi (violini I e II, viole, violoncelli, contrabbassi)

Martinson ha evitato una scrittura densa, prediligendo trasparenza e flessibilità timbrica per non sovrastare la linea solistica, che già implica una complessa gestione tecnica per il solista.

## Prima esecuzione
La prima esecuzione mondiale del concerto si è svolta il 26 aprile 2024 presso il Teatro Comunale Paolo Grassi a Cisternino, con Marco Misciagna come solista e l'Orchestra della Città Metropolitana di Bari. Misciagna ha eseguito i tre movimenti alternando violino e viola dal vivo, effettuando il cambio di strumento sul palco.

## Ricezione
La critica ha accolto l’opera con entusiasmo, sottolineando l’originalità della concezione, l'eleganza della scrittura melodica e l’efficacia dell’orchestrazione. Il concerto è stato definito «una perla nascosta del primo Novecento italiano» e «un omaggio alla versatilità tecnica ed espressiva degli strumenti ad arco».
La performance di Marco Misciagna è stata elogiata per la sua padronanza tecnica e per l’intensità espressiva, in un’impresa che unisce due ruoli solistici complessi in un'unica interpretazione..